# Herpetogramma longispina
Herpetogramma longispina is een vlinder uit de familie van de grasmotten (Crambidae), uit de onderfamilie van de Spilomelinae. De wetenschappelijke naam van deze soort is voor het eerst gepubliceerd in 2019 door Xiao-Qiang Lu, Ji-Ping Wan en Xi-Cui Du.
De spanwijdte bedraagt 32 tot 34 millimeter.
De soort komt voor in China (Sichuan).